# Goticismo (Suecia)

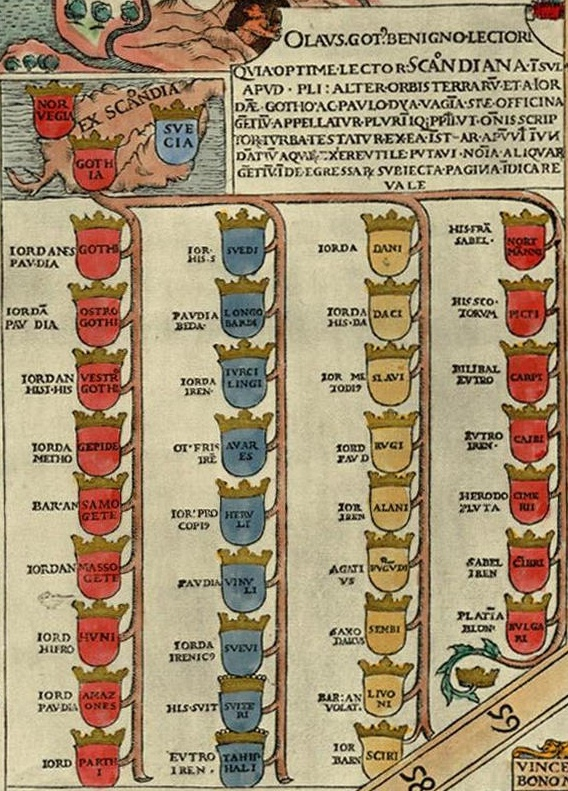
Tabla de tribus originarias de Escandinavia según Johannes y Olaus Magnus, con referencias a Jordanes, Pablo el Diácono, etc.

El goticismo (en sueco: göticism; en latín: Gothicismus) fue un movimiento cultural sueco, centrado en el enaltecimiento de los gautas, pueblo antiguo que habitó Suecia, que identificaban con los godos. Los fundadores del movimiento fueron Nils Ragvaldsson y los hermanos Johannes y Olaus Magnus. Esta corriente continuó siendo dominante durante el siglo XVII, cuando Suecia era una gran potencia tras la guerra de los Treinta Años, pero perdió la mayor parte de su influencia en el siglo XVIII. Se revitalizó con el renacimiento vikingo y el nacionalismo romántico a principios del siglo XIX, esta vez con los vikingos como figuras heroicas.

## Origen

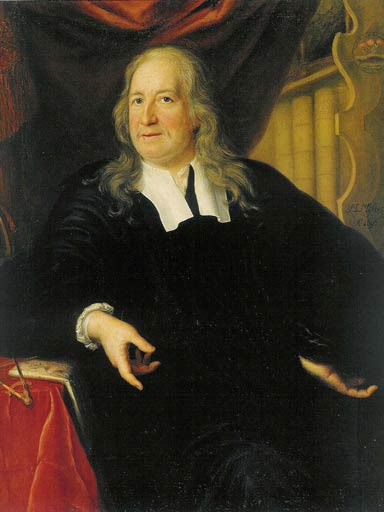
Olaus Rudbeck, un representante de goticismo en el.

El nombre del movimiento se deriva de la creencia de que los godos eran originarios de Suecia, basada en el relato de Jordanes de un urheimat gótico en Escandinavia (Scandza). Los goticistas se enorgullecían de la tradición gótica de que los ostrogodos y su rey Teodorico el Grande, que asumió el poder en el Imperio romano, tenían ascendencia escandinava. Este orgullo se expresó ya en las crónicas medievales, donde los cronistas escribieron sobre los godos como antepasados de los escandinavos, y la idea fue utilizada por Nils Ragvaldsson en el Concilio de Basilea para argumentar que la monarquía sueca era la más importante de Europa. También impregnó los escritos del escritor sueco Johannes Magnus (Historia de omnibus Gothorum Sueonumque regibus) así como los de su hermano Olaus Magnus (Historia de Gentibus Septentrionalibus). Ambos tuvieron una fuerte influencia en la erudición de la época en Suecia.
Algunos estudiosos en Dinamarca intentaron identificar a los godos con los jutos; sin embargo, estas ideas no condujeron al mismo movimiento cultural tan extendido en la sociedad danesa como en la sueca. A diferencia de los suecos, los daneses de esta época no reivindicaban una legitimidad política basada en la afirmación de que su país era la patria original de los godos o que la conquista del Imperio romano era una prueba del valor militar y del poder de su propio país a lo largo de la historia.
Durante el siglo XVII, daneses y suecos compitieron por la recolección y publicación de manuscritos islandeses, sagas nórdicas y los dos Edda. En Suecia, los manuscritos islandeses se convirtieron en parte de un mito de origen y fueron vistos como prueba de que la grandeza y el heroísmo de los antiguos gautas se había transmitido a través de las generaciones a la población actual. Este orgullo culminó con la publicación del tratado de Olaus Rudbeck Atland eller Manheim (1679-1702), en la que identificaba a Suecia con la Atlántida.

## El nacionalismo romántico

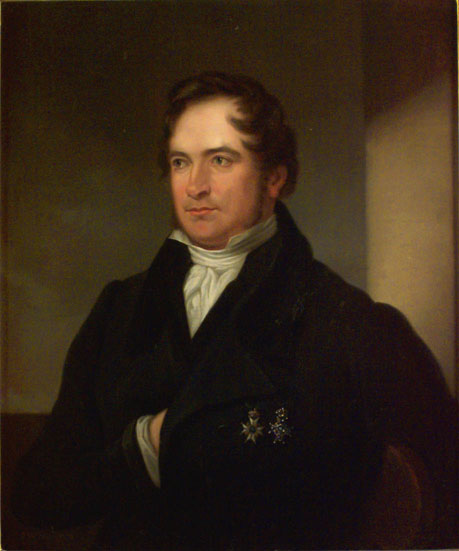
Erik Gustaf Geijer fue miembro de la Sociedad gótica del, que propagó la imagen del vikingo como un nórdico heroico.

Durante el siglo XVIII, el goticismo sueco se había moderado un poco, pero revivió durante el período del nacionalismo romántico, hacia 1800 en adelante, con Erik Gustaf Geijer y Esaias Tegnér en la Sociedad gótica.
En Dinamarca, el nacionalismo romántico llevó a escritores como Johannes Ewald, N. F. S. Grundtvig (cuya traducción de Beowulf al danés fue la primera en una lengua moderna) y Adam Oehlenschläger a interesarse de nuevo por los temas del nórdico antiguo. En otras partes de Europa, el interés por la mitología, la historia y el lenguaje nórdicos estaba representado por los ingleses Thomas Gray, John Keats y William Wordsworth, y los alemanes Johann Gottfried Herder y Friedrich Gottlieb Klopstock.

## Arquitectura
En la arquitectura escandinava, el goticismo tuvo su apogeo en las décadas de 1860 y 1870, pero continuó hasta cerca de 1900. El interés en los temas nórdicos antiguos llevó a la creación de una arquitectura especial en madera inspirada en las iglesias nórdicas medievales (stavkirke), y fue en Noruega donde el estilo tuvo su mayor impacto. Los detalles que se encuentran a menudo en este estilo son las cabezas de dragón —por lo que a menudo se le llama «estilo dragón» (dragestil)—, las falsas arcadas, las columnatas torneadas, las buhardillas prominentes y los techos con grandes cornisas.